# 拉里坦河
拉里坦河（英語：Raritan River）是美国新泽西州中部的一条主要河流，注入大西洋的拉里坦湾。